# 상보적 분포
상보적 분포(相補的分布, 영어: complementary distribution) 또는 배타적 분포(排他的分布)는 같은 음소의 이음이 일어나는 환경이 규칙적으로 정해지고 이음이 서로 보충하면서 분포하는 것을 말한다. 어떤 이음이 일어나는 장소에서는 다른 이음이 일어나지 않는다. 이 이음들은 상보적 분포를 가진다고 말한다. 그러한 서로의 관계가 상보적 분포를 가진 이음을 조건 이음이라고 한다.
예를 들면 한국어 /ㄹ/(음소 /l/)은 모음과 모음 사이에서는 치조 탄음 [ɾ]로 실현되고 음절 말에서나 /ㄹ/이 겹으로 날 때는 치경 설측음 [l]로 실현된다. 그러므로 한국어에서 [ɾ]과 [l]은 상보적 분포를 보인다고 할 수 있다. [ɾ]과 [l]은 /ㄹ/의 조건 이음이라고 한다.
| 음소     | 조건 이음 | 환경                  |
| -------- | --------- | --------------------- |
| /p/ (ㅂ) | [p]       | 어두                  |
| /p/ (ㅂ) | [b]       | 모음 사이, 비음 뒤    |
| /p/ (ㅂ) | [p̚ ]      | 어말                  |
| /s/ (ㅅ) | [s]       | (아래 이외)           |
| /s/ (ㅅ) | [ɕ]       | ㅣ, ㅑ, ㅕ, ㅛ, ㅠ 앞 |
| /s/ (ㅅ) | [sʷ]      | ㅗ, ㅜ 앞             |

그러나 이음이 항상 상보적 분포를 가지는 것은 아니다. 한국어에서 /ㅂ/은 파열음 [b]로 발음해도 마찰음 [β]로 발음해도 소리나 의미가 다르다고 생각하지 않는다. 이런 환경에 의지하지 않는 이음을 자유 이음이라고 한다.

## 같이 보기
- 자유 변이
- 최소 대립쌍
- 음소